# Praia do Futuro (film)
Praia do Futuro – brazylijsko-niemiecki dramat filmowy z 2014 roku w reżyserii Karima Aïnouza. W rolach głównych wystąpili Wagner Moura, Clemens Schick i Jesuíta Barbosa. Zdjęcia kręcono w Fortalezie, Berlinie i Hamburgu.

## Fabuła
Miejsce akcji to plaża Praia do Futuro w mieście Fortaleza w stanie Ceará w Brazylii, gdzie Donato (Wagner Moura) jest ratownikiem. Jego poświęcenie w ratowaniu tonących sprawia, że Donato staje się bohaterem dla swojego młodszego brata Ayrtona (Jesuita Barbosa). Jednym z uratowanych jest Konrad (Clemens Schick), niebieskooki Niemiec, który po ocaleniu zupełnie odmienia życie ratownika. Obaj zamieszkują w Berlinie, dokąd w poszukiwaniu brata udaje się również Ayrton.

## Obsada
- Wagner Moura jako Donato
- Clemens Schick jako Konrad
- Jesuíta Barbosa jako Ayrton
- Sabine Timoteo jako żona Heiko
- Ingo Naujoks jako mechanik
- Emily Cox jako Nanna
- Natascha Paulick jako barman
- Christoph Zrenner jako woźny
- Sophie Charlotte Conrad jako Dakota
- Yannik Burwiek jako syn Heiko

## Nagrody
Źródło
| Rok  | Festiwal                                          | Nagroda                                        | Wynik     |
| ---- | ------------------------------------------------- | ---------------------------------------------- | --------- |
| 2014 | 64. MFF w Berlinie                                | Złoty Niedźwiedź                               | Nominacja |
| 2014 | Chicago International Film Festival               | Nagroda Publiczności                           | Nominacja |
| 2015 | Grand Prix Brazylijskiej Akademii Filmowej        | Najlepszy aktor drugoplanowy (Jesuita Barbosa) | Nagroda   |
| 2015 | Grand Prix Brazylijskiej Akademii Filmowej        | Najlepszy film                                 | Nominacja |
| 2015 | Grand Prix Brazylijskiej Akademii Filmowej        | Najlepszy reżyser                              | Nominacja |
| 2014 | Havana Film Festival                              | Najlepsza ścieżka dźwiękowa                    | Nagroda   |
| 2015 | Milan International Lesbian and Gay Film Festival | Nagroda specjalna                              | Nagroda   |
| 2014 | Oslo Films from the South Festival                | Silver Mirror Award                            | Nominacja |
| 2015 | Palm Springs International Film Festival          | Cine Latino Award                              | Nominacja |
| 2014 | MFF w San Sebastián                               | Najlepszy film latynoamerykański               | Nagroda   |
| 2014 | MFF w San Sebastián                               | Najlepszy film                                 | Nominacja |
| 2015 | SESC Film Festival                                | Najlepsze zdjęcia                              | Nagroda   |
| 2015 | Associação Paulista de Críticos de Arte           | Najlepszy film                                 | Nagroda   |